# Indurka
Indurka (ryska: Индурка) är ett vattendrag i Belarus.   Det ligger i voblasten Hrodna voblast, i den västra delen av landet, 240 km väster om huvudstaden Minsk.
Trakten runt Indurka består till största delen av jordbruksmark. Runt Indurka är det ganska glesbefolkat, med 29 invånare per kvadratkilometer.